# Pablo De Blasis
Pablo Ezequiel de Blasis (La Plata, 4 februari 1988) is een Argentijns voetballer die doorgaans als offensieve middenvelder speelt. In mei 2023 bekomt hij de dubbele nationaliteit, Spaans-Argentijns. 
Hij onderscheidt zich door zijn enorme vaardigheid en mobiliteit op het veld. Hij kan uitgespeeld worden op alle posities in de frontlinie en voelt zich comfortabel tijdens het spelen op de beide flanken, op het middenveld en zelfs als spits.  Hij is een voetballer die zich onderscheidt door zijn geweldige karakter, zijn leiderschap en zijn inzet in alle clubs waar hij heeft gespeeld.

## Clubcarrière

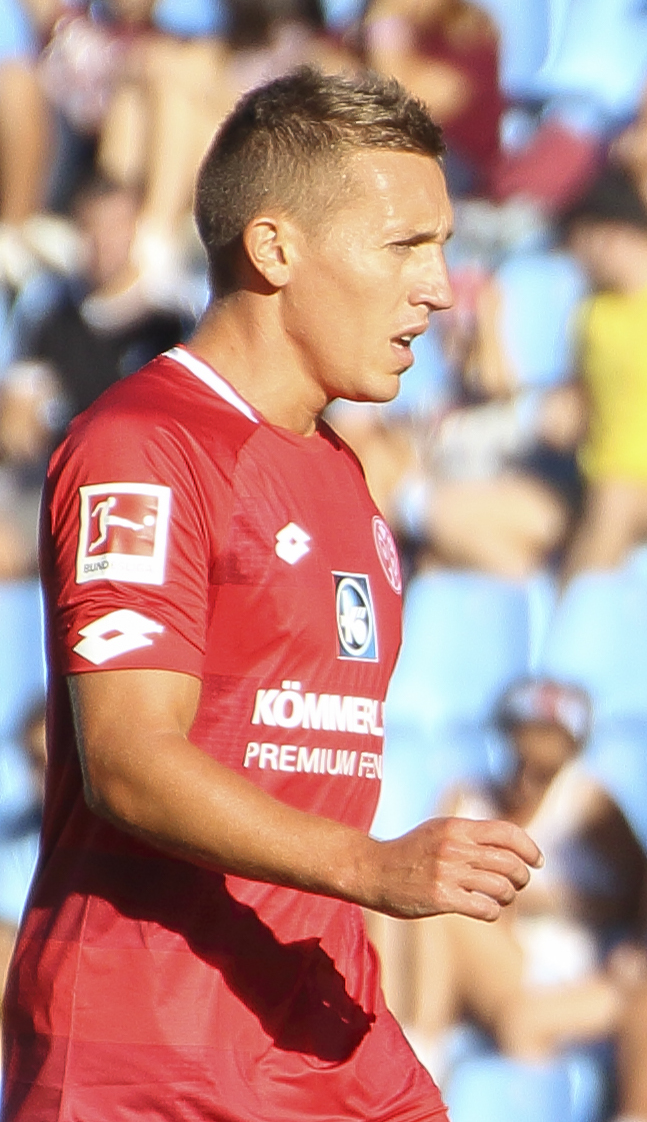
De Blasis tijdens zijn periode bij 1. FSV Mainz 05

De Blasis komt uit de jeugdopleiding van Club de Gimnasia y Esgrima de La Plata. Op 30 mei 2008 debuteerde hij voor La Plata in de Argentijnse Primera División, tegen Vélez Sársfield. In januari 2010 werd hij voor anderhalf jaar uitgeleend aan Ferro, dat toen in de tweede klasse uitkwam. In 2011 keerde hij terug naar La Plata, dat hij één seizoen later transfervrij verliet. 
In juli 2012 tekende De Blasis bij het Griekse Asteras Tripoli. Hij debuteerde in de Griekse Super League op 2 september 2012, tegen PAE Kerkyra.
Hij tekende in augustus 2014 bij FSV Mainz 05, dat hem overnam van Asteras Tripoli.
Na vier seizoenen en meer dan honderd wedstrijden tekende hij voor seizoen 2018-2019 een tweejarig contract bij het Spaanse SD Eibar, een ploeg uit de Primera División.
Op het einde van dit contract bleef hij een half seizoen zonder ploeg, totdat hij op 15 januari 2021 tekende voor een nieuwkomer in de Segunda División A, FC Cartagena.  Hij werd met zijn twee doelpunten uit eenentwintig wedstrijden, maar vooral met zijn spelinzicht een van de belangrijke bewerkstelligers van het behoud van de havenploeg.  Op 11 juli 2021 verlengde hij zijn contract met één seizoen.  Op de laatste dag van de transferperiode, 31 augustus 2021, tekende zijn vroegere ploeggenoot bij Mainz, Shinji Okazaki een éénjarig contract.  Op 15 januari 2022 kwam daar nog een gewezen ploegmaat uit Eibar bij, Sebastián Cristóforo.  Het tweede seizoen verliep heel rustig en de ploeg eindigde op een mooie negende plaats in de eindrangschikking.  De havenploeg wilde de speler verlengen, maar die hoopte om naar zijn geboorteland terug te keren.  Maar toen de ploeg van zijn hart en zijn geboorteplaats, Gimnasia La Plata, hem niet echt wilde, vergrootte de hoop op een langer verblijf.  Dit zou zich uiteindelijk concretiseren op 13 juli, toen de speler bijtekende voor het seizoen 2022-2023.  Hij werd de speler met de meeste competitieduels en op 20 mei 2023 speelde hij zijn honderdste officiële wedstrijd voor de havenploeg.
Wat vorig jaar niet lukte, is in juli 2023 wel gelukt.  Hij tekende een contract van 1,5 jaar bij de ploeg waar hij zijn jeugdopleiding kreeg, Club de Gimnasia y Esgrima de La Plata.  Tijdens zijn eerste seizoen zou hij vier doelpunten scoren tijdens zesendertig officiële wedstrijden.  Zijn contract werd tijdens het tweede seizoen verlengd tot december 2025 en tijdens dat tweede seizoen scoorde hij één doelpunt uit veertien wedstrijden.  Tijdens de voorbereiding van het nieuwe seizoen verloor Pablo onder de Uruguayaanse coach Alejandro Miguel Orfila Colmenares zijn basisplaats en werd naar het B-elftal overgebracht.  Om deze reden ontbond hij op 7 juli 2025 zijn contract.
Reeds bij zijn vertrek uit La Plata begin juli, werd het gerucht, dat hij zou terugkeren naar Cartagena, begin augustus 2025 ook in Spanje veel luider.  Hij onderhandelde direct met Pedro Arribas, de nieuwe voorzitter van de havenclub.  Op maandag 4 augustus officialiseerde de havenclub zijn terugkeer voor het seizoen 2025-2026, met een optie voor een tweede seizoen.  Aangezien hij nog enkele zaken te regelen had, kwam hij dinsdag 12 augustus aan. Hij werd aangekondigd als de leider van het project, dat het team terug moest brengen naar het professionele voetbal.